# Świętokrzyska (stanice metra ve Varšavě)
Świętokrzyska je stanice varšavského metra na lince M1 i M2. Kód stanice je A-15. Otevřena byla 11. března 2001. Jedná se o přestupní stanici, lze zde přestoupit na linku M2. Ze stanice je dále možnost přestupu na autobus a tramvaj. Leží v městské části Śródmieście.